# Polysphincta koebelei
Polysphincta koebelei är en stekelart som beskrevs av Howard 1892. Polysphincta koebelei ingår i släktet Polysphincta och familjen brokparasitsteklar. Inga underarter finns listade i Catalogue of Life.